# شعيرة (ذمار)
شعيره هي إحدى قرى الجمهورية اليمنية. تتبع جغرافيا لمحافظة ذمار وإداريًا لمديرية عنس. يبلغ تعداد سكانها 1048 نسمة حسب الإحصاء الذي أجري عام 2004.